# Батятицькі страйки (1928—1929)
Батя́тицькі стра́йки (1928—1929) — страйки найманих сільських працівників у селі Батятичі Жовківського повіту Львівського воєводства (нині — Львівського району Львівської області) з метою підвищення заробітної плати.

## Історія
У вересні 1928 року застрайкували косарі, у жовтні — наймити маєтку місцевого землевласника, у грудні 1928 та січні 1929 років — робітники лісорозробок. До них приєдналися селяни навколишніх сіл. Страйкарі обрали страйковий комітет, очолюваний членами КПЗУ та організації «Сельроб».
Батятицькі страйки придушила поліція, яка, розганяючи мітинг 11 січня 1929 року, вбила 4 осіб і багатьох поранила, згодом були проведені масові арешти.